# Cliniodes
Cliniodes é um gênero de mariposa pertencente à família Crambidae.